# Elektrokupplung
Unter einer Elektrokupplung (in der Schienenfahrzeugtechnik gebräuchliche Bezeichnung für: Elektrokontaktkupplung) versteht man den elektrischen Teil der Kupplung, der für die Übertragung von Strömen und Signalen – auch die Signale für den Fahrzeugbus und Unterhaltungselektronik – zwischen zwei Systemen verwendet wird. Elektrokupplungen werden in allen gängigen Typen von Schienenfahrzeugen eingesetzt, wie zum Beispiel in Hochgeschwindigkeits- und Regionalzügen (DMU und EMU), Straßenbahnen und Metros. Je nach Anforderung des Wagonbauers bzw. des Bahnbetreibers wird die Elektrokupplung in unterschiedlichen Ausführungen gefertigt. Anordnung, Steuerung und Größe der Elektrokontaktkupplung sind außer von der Anzahl und den Anforderungen der zu übermittelnden Signale auch abhängig vom Bauraum im Schienenfahrzeug.

## Geschichte
Im Jahr 1932 wurde erstmals ein Schienenfahrzeug der Straßenbahn Zwickau (Betreiber heute: Städtische Verkehrsbetriebe Zwickau) mit einer Elektrokupplung ausgestattet.

## Typen von E-Kupplungen

### Automatische Kupplung
Automatische Kupplungen ermöglichen das Kuppeln und Entkuppeln von zwei oder mehr Triebzügen zu einem Zugverband ohne zusätzliches Bedienpersonal „auf der Schiene“. Die Betätigung erfolgt pneumatisch, elektrisch oder hydraulisch. Die Anordnung ist je nach Platzbedarf oben-, untenliegend oder seitlich.

### Kurzkupplung
Die Kurzkupplung stellt die elektrische Verbindung zwischen Wagen her, die nicht automatisch gekuppelt werden. Die Betätigung ist rein manuell.

### Elektrische Handkupplung
Handkupplungen dienen der Verbindung von elektrischen Leitungen zwischen Fahrzeugen, angefangen von Zügen des Nah- und Fernverkehrs bis hin zu nicht-schienengebundenen Landverkehrsfahrzeugen.

## Aufbau und Funktion
Die Elektrokupplung hat die Funktion, über die elektrischen Kontakte und den daran angeschlossenen Kabeln eine störungsfreie Übertragung zu gewährleisten. In der Regel besteht die Elektrokupplung aus den folgenden Bauteilen:
- Gehäuse
- Deckel
- Kontaktträger
- Elektrische Kontakte
- Einzeladern und Kabel
- Schutzschlauch
- Handstecker